# Цуруги (гора, Сикоку)
Цуруги (яп. 剣山 цуруги-сан, «гора-меч») — гора в Японии, расположенная на острове Сикоку, входит в состав хребта Цуруги. Имеет высоту 1955 м и является второй по высоте вершиной Сикоку и западной Японии после Исидзути.
Название горы происходит от расположенного на ней святилища Цуруги-дзиндзя, в дар которому, по легенде, был преподнесён меч императора Антоку.